# Classe San Antonio
Pour les articles homonymes, voir San Antonio (homonymie).
Les navires de la classe San Antonio sont des transports de chalands de débarquement ou  Landing Platform Dock de l'United States Navy, commissionnés à partir de 2006. En mars 2022, douze unités sont en service actif.
Dotés d'un pont d'envol et d'un large radier inondable, ils sont conçus pour déployer des forces terrestres sur des rives ennemies. À bord de ces navires, il y a une escadrille de quatre hélicoptères qui ont comme mission le transport de troupes et de l'équipement et des embarcations de débarquement (deux hydroglisseurs LCAC, ou 1 LCU, ou quatorze véhicules amphibies EFV). Dotée de onze navires (un douzième prévu a été abandonné), la classe San Antonio remplacera à terme quarante-deux navires (les 12 Landing Platform Dock de classe Austin, les 5 LSD de classe Anchorage, les 5 LKA de classe Charleston et 20 LST de classe Newport).

## Historique
L'United States Navy a attendu dix ans ses nouveaux LPD, qu'elle a admis à la hâte au service actif alors qu'ils n'étaient qu'à 92 % d'achèvement (USS San Antonio) et à 97 % (USS New Orleans). Malgré un doublement du prix unitaire (de 750 millions de dollars à 1,6 milliard), plus de 2 600 défauts ont été constatés par un rapport du Bureau of Inspection and Survey, dont des « défaillances persistantes » avec le système de gouvernail, un système de propulsion non fiable. Aussi, « l’USS New Orleans dispose d’une capacité dégradée à effectuer des opérations de combat prolongées » et « le bâtiment ne peut soutenir les troupes embarquées, la cargaison ou des engins de débarquements ». Les responsables de la Navy expliquent en 2008 que les plus récents navires de la classe (à partir de l'USS Mesa Verde) ont beaucoup moins de défauts que le San Antonio et le New Orleans. Le 5e bâtiment de la classe, l'USS New York (LPD-21), a été construit avec 7,5 tonnes d'acier provenant des débris du World Trade Center.
L'emport de missiles longue portée encapsulés dans des systèmes de lancement verticaux est envisagé avant la construction des navires. En 2021, cela ne s'est pas encore réalisé mais les états-majors discutent de plusieurs hypothèses.

## Galerie

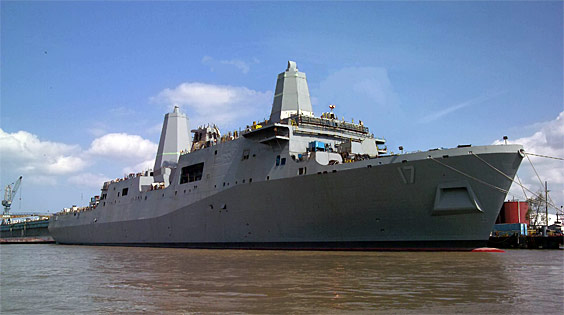
L'USS San Antonio à quai.
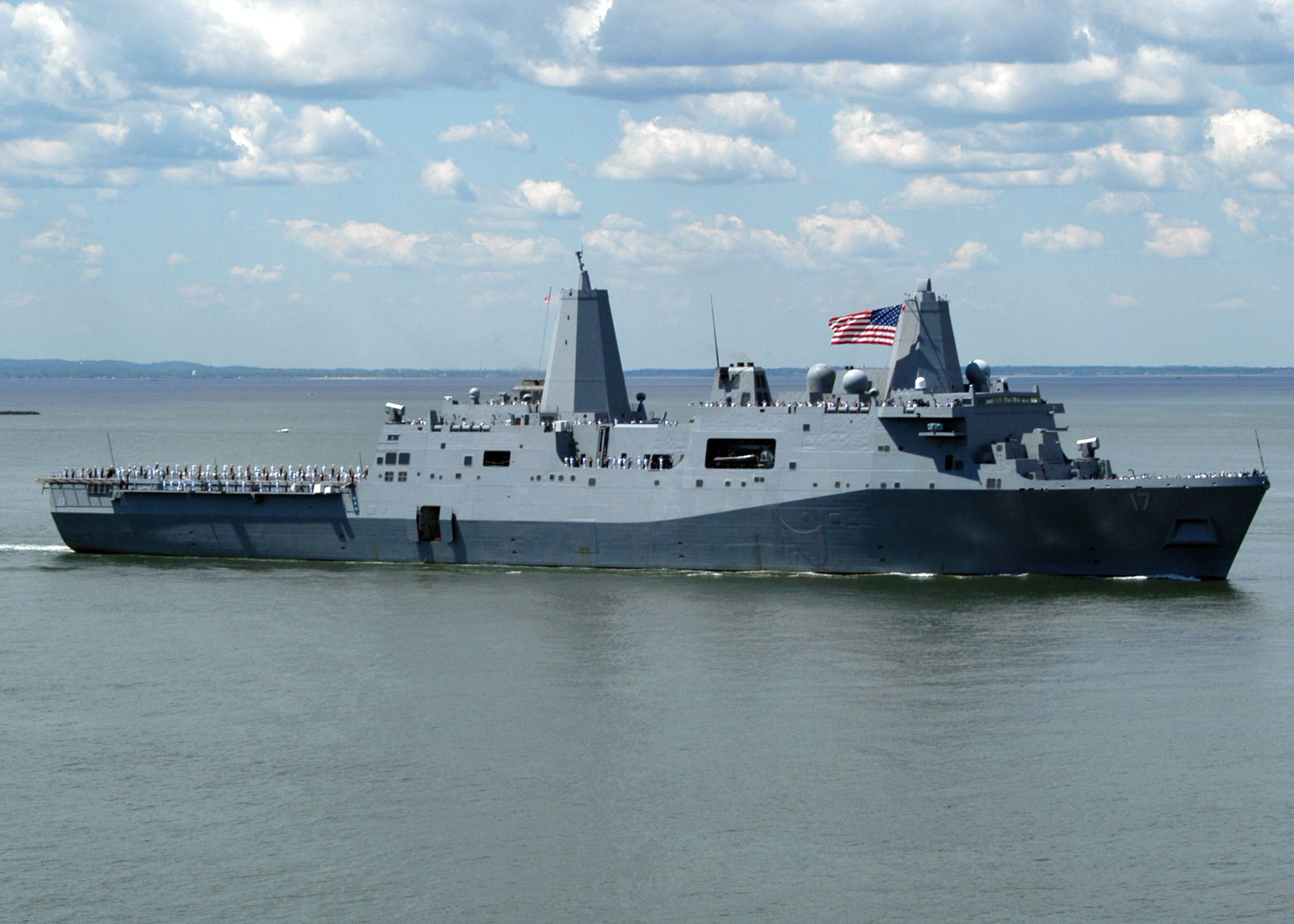
L'USS San Antonio dans le port de New York durant une parade navale (24 mai 2006).
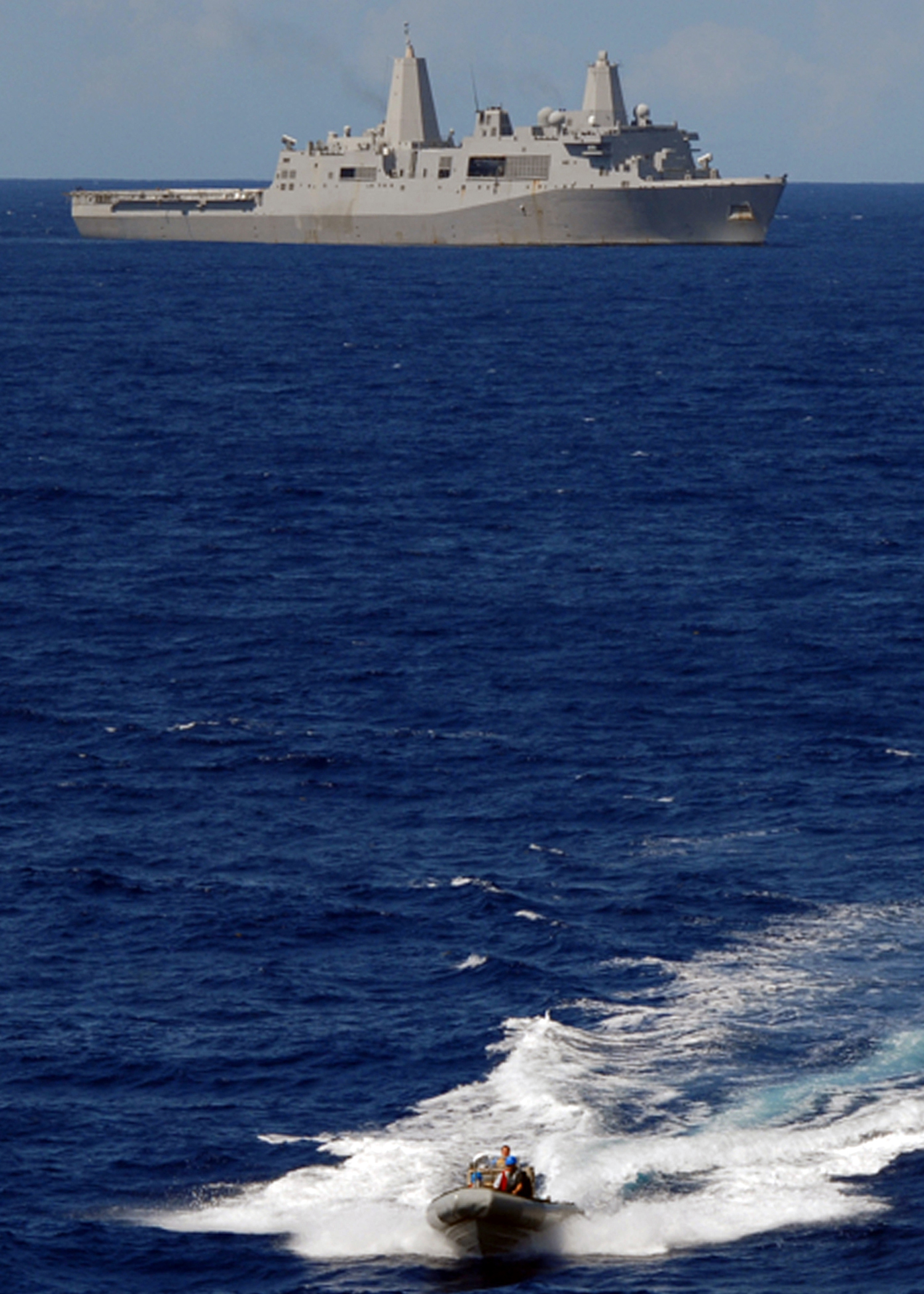
Transfert d'équipage de l'USS San Antonio dans l'Atlantique (15 juillet 2008) .
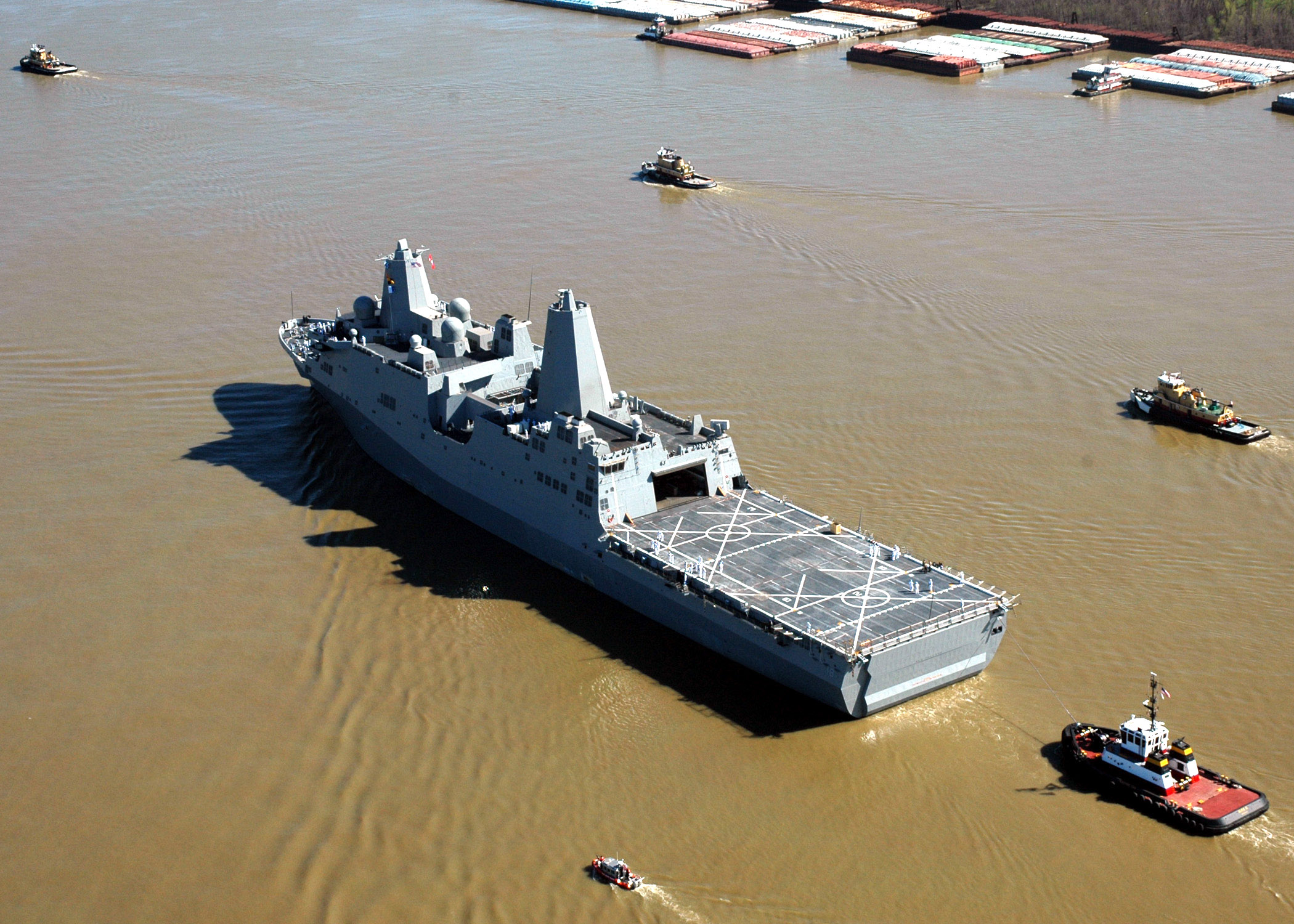
L'USS New Orleans quitte le chantier naval Avondale (5 mars 2007).
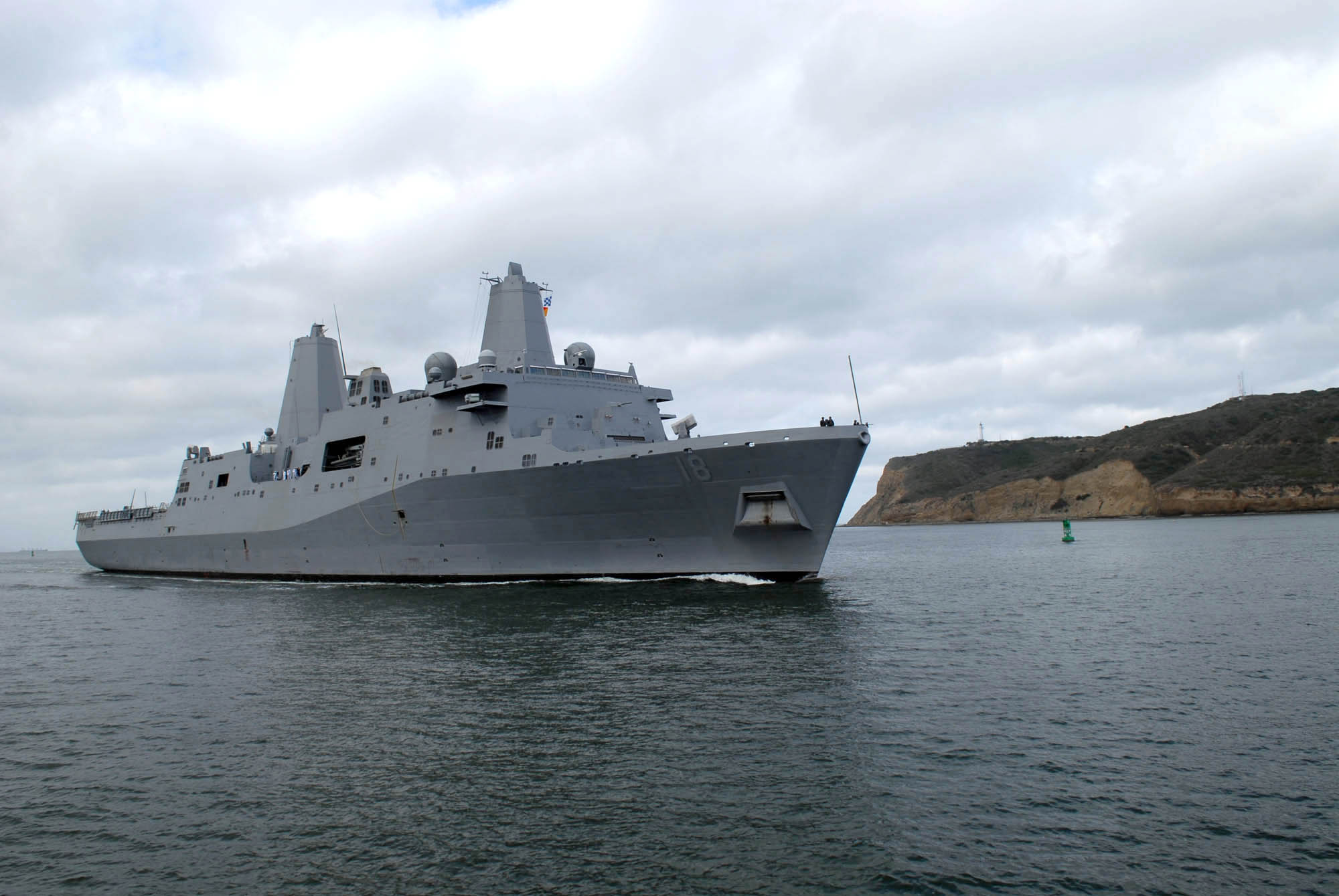
L'USS New Orleans arrive à San Diego (3 mai 2007).
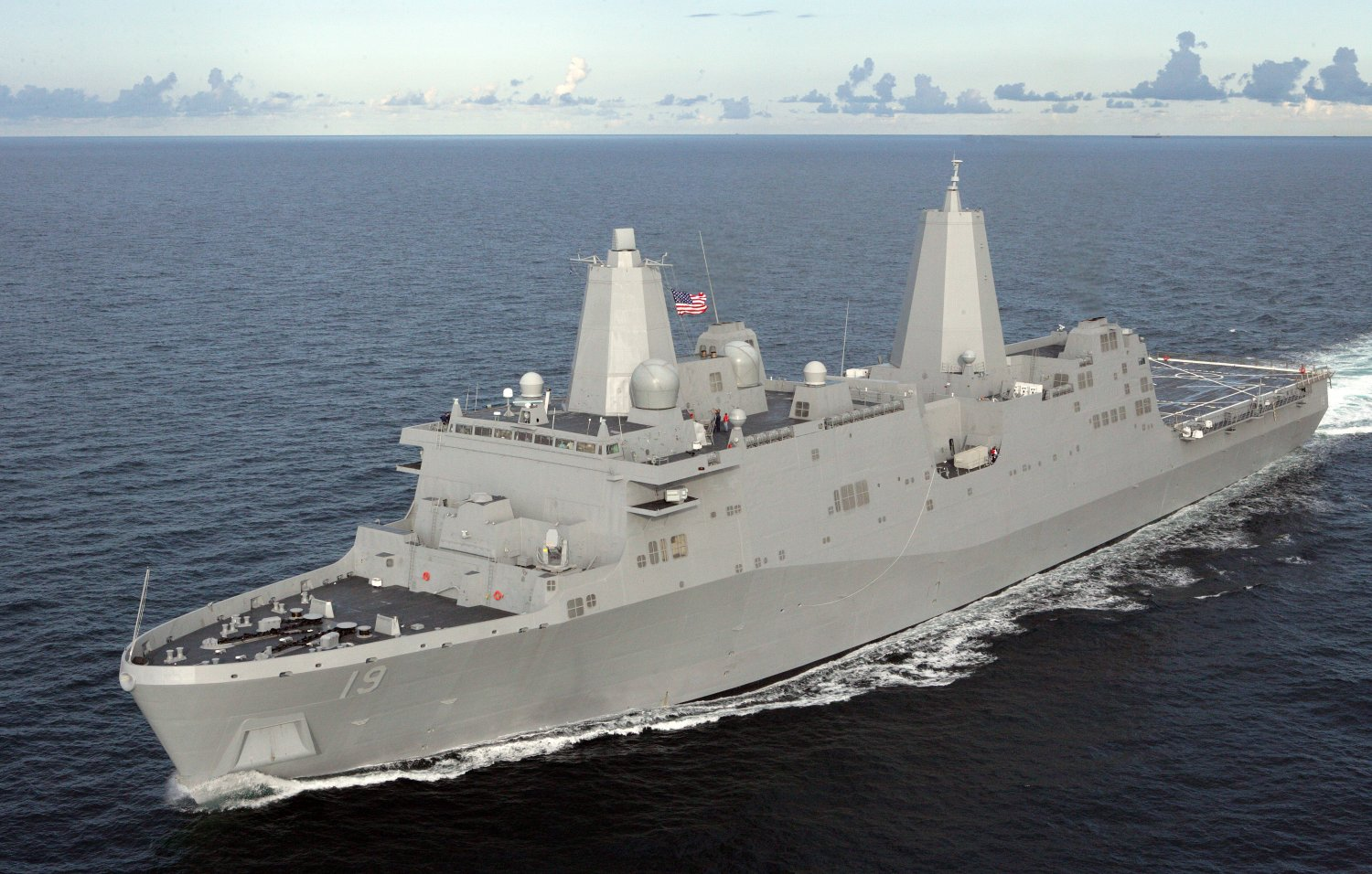
L'USS Mesa Verde lors de ses essais à la mer (décembre 2007).
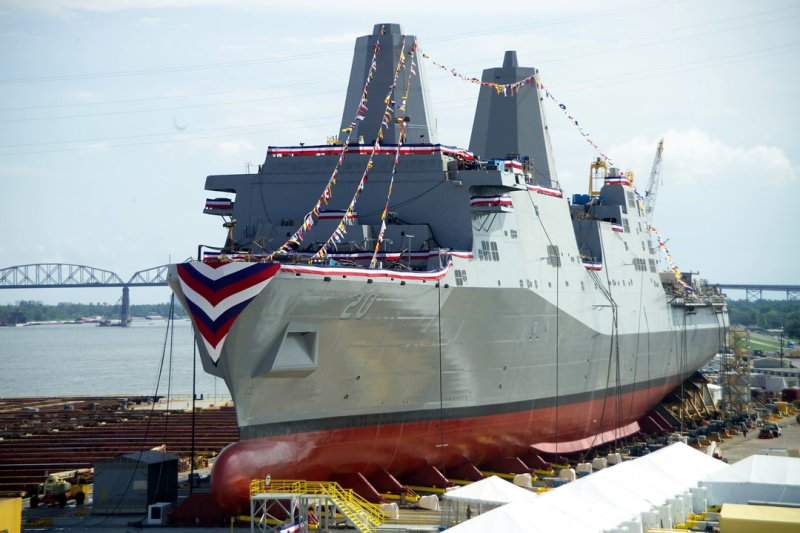
L'USS Green Bay en construction à La Nouvelle-Orléans.
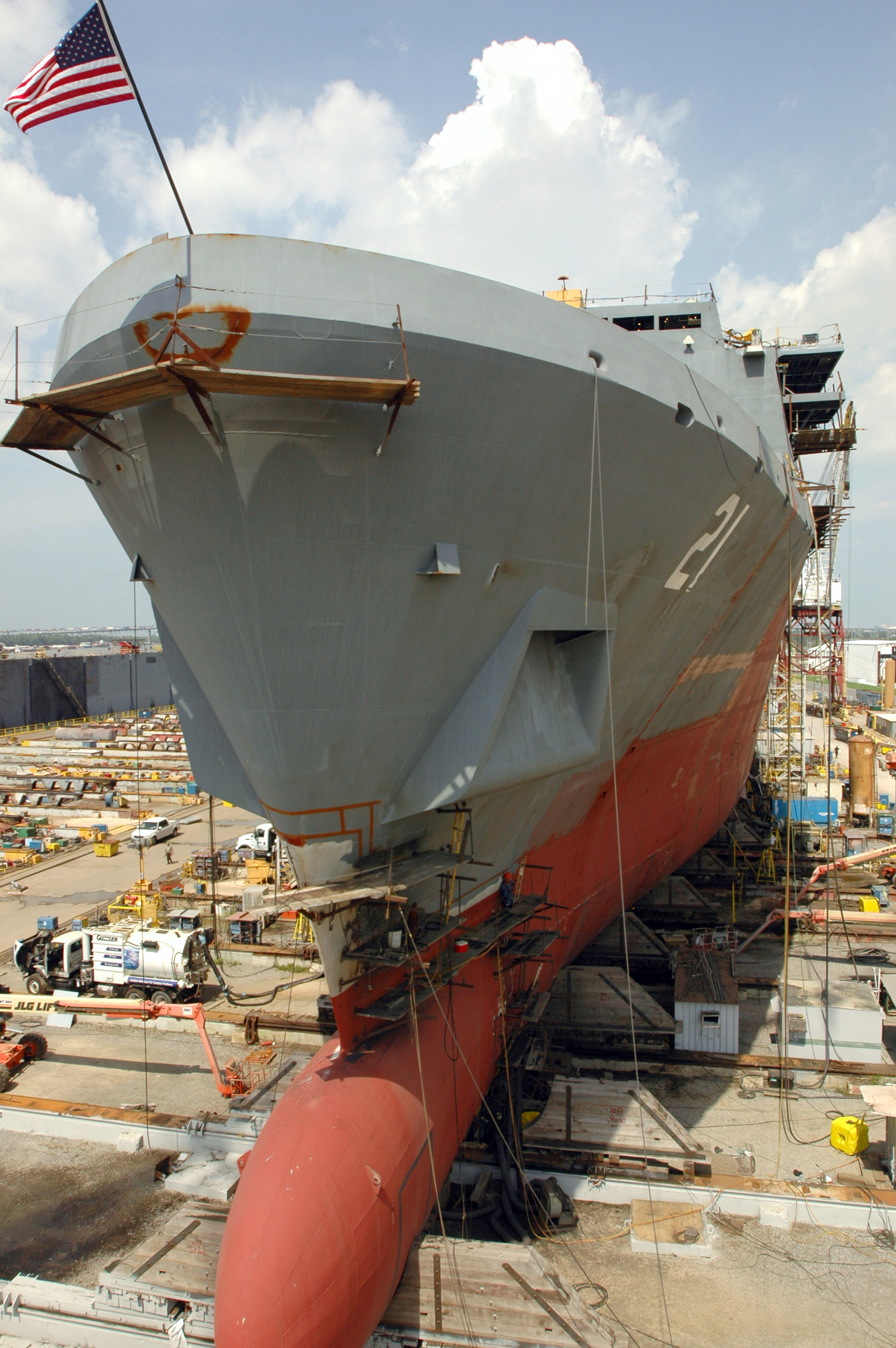
L'USS New York en construction à La Nouvelle-Orléans (16 août 2006).
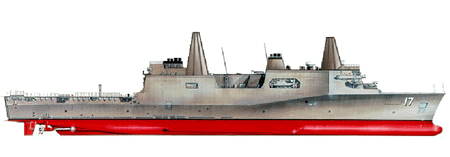
Vue d'artiste d'un bâtiment de la classe San Antonio.
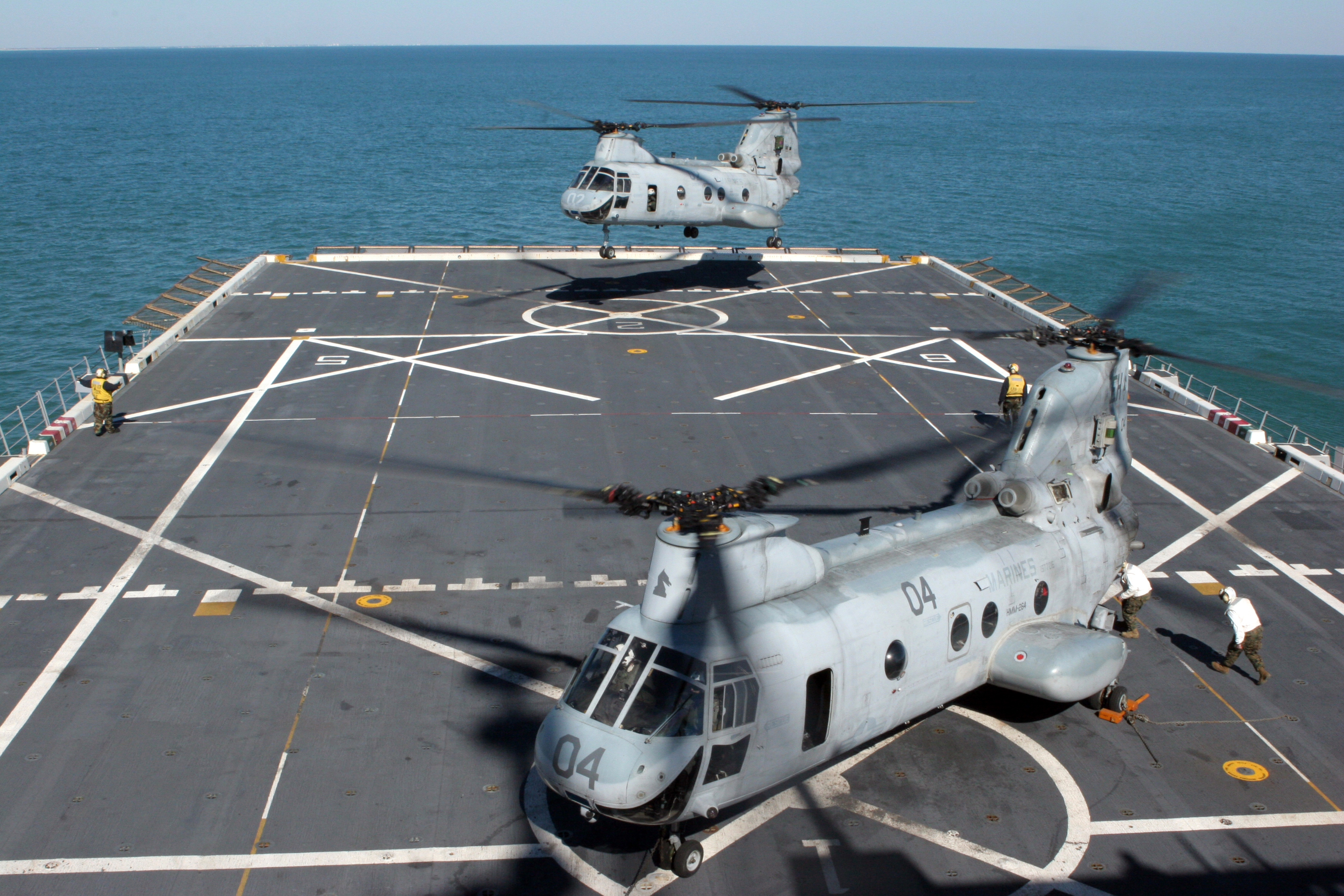
Deux CH-46 Sea Knight appontent sur l'USS San Antonio dans l'Atlantique (9 mars 2008).
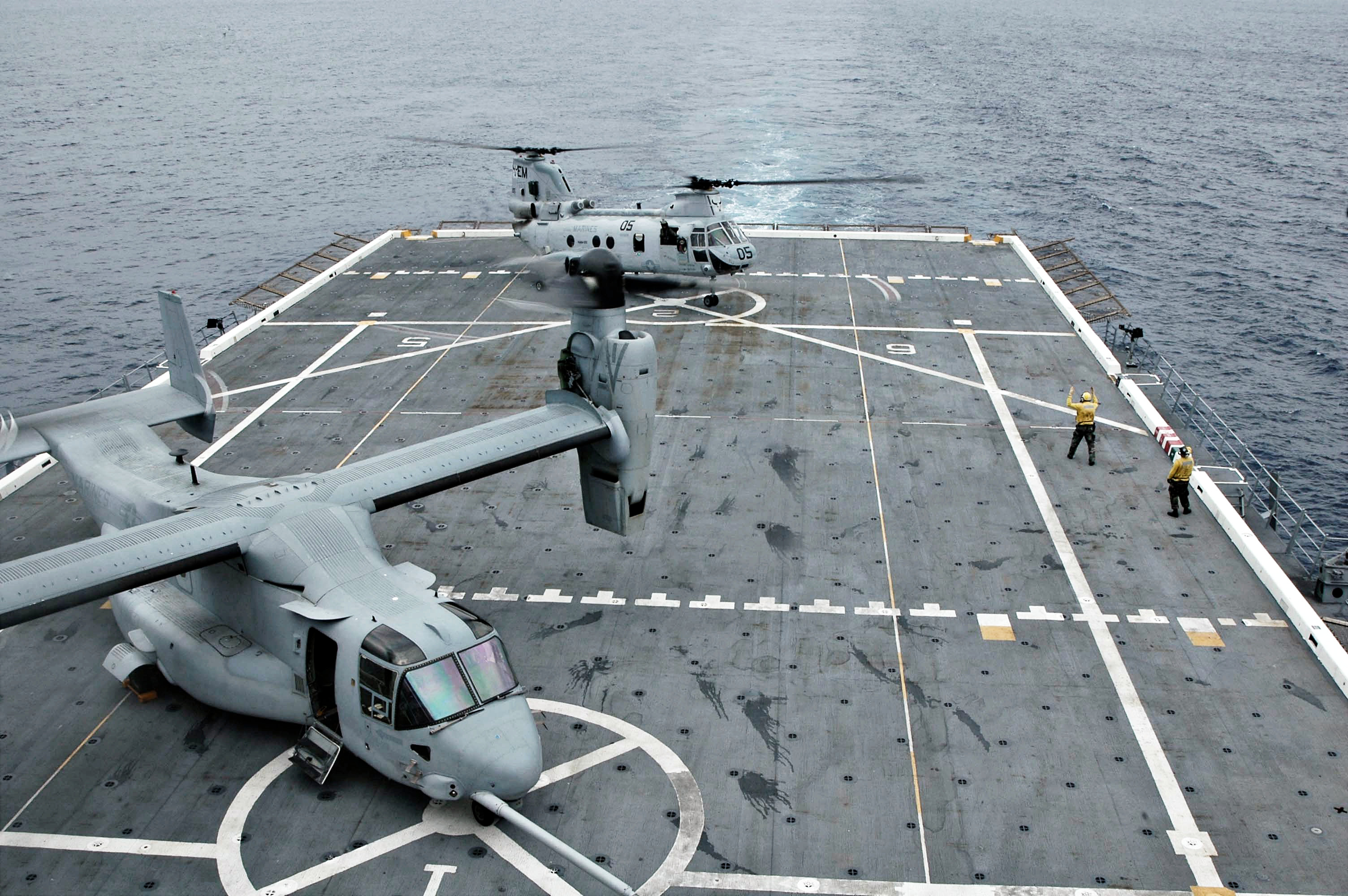
Un CH-46 Sea Knight et un MV-22 Osprey sur le pont d'envol de l'USS San Antonio dans l'Atlantique (5 juin 2006).
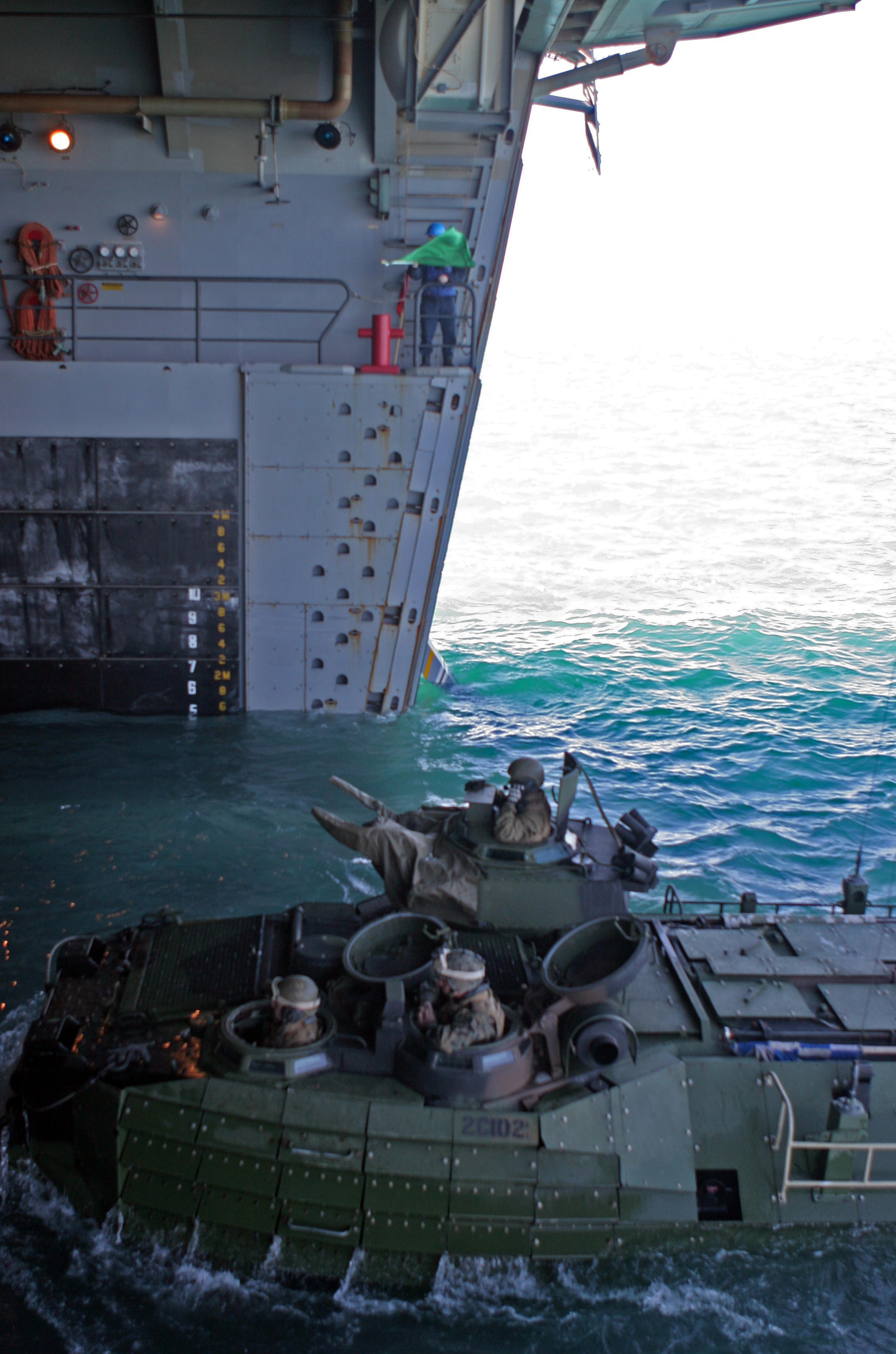
Un véhicule amphibie AAV enradie l'USS San Antonio dans l'Atlantique (9 mars 2008).
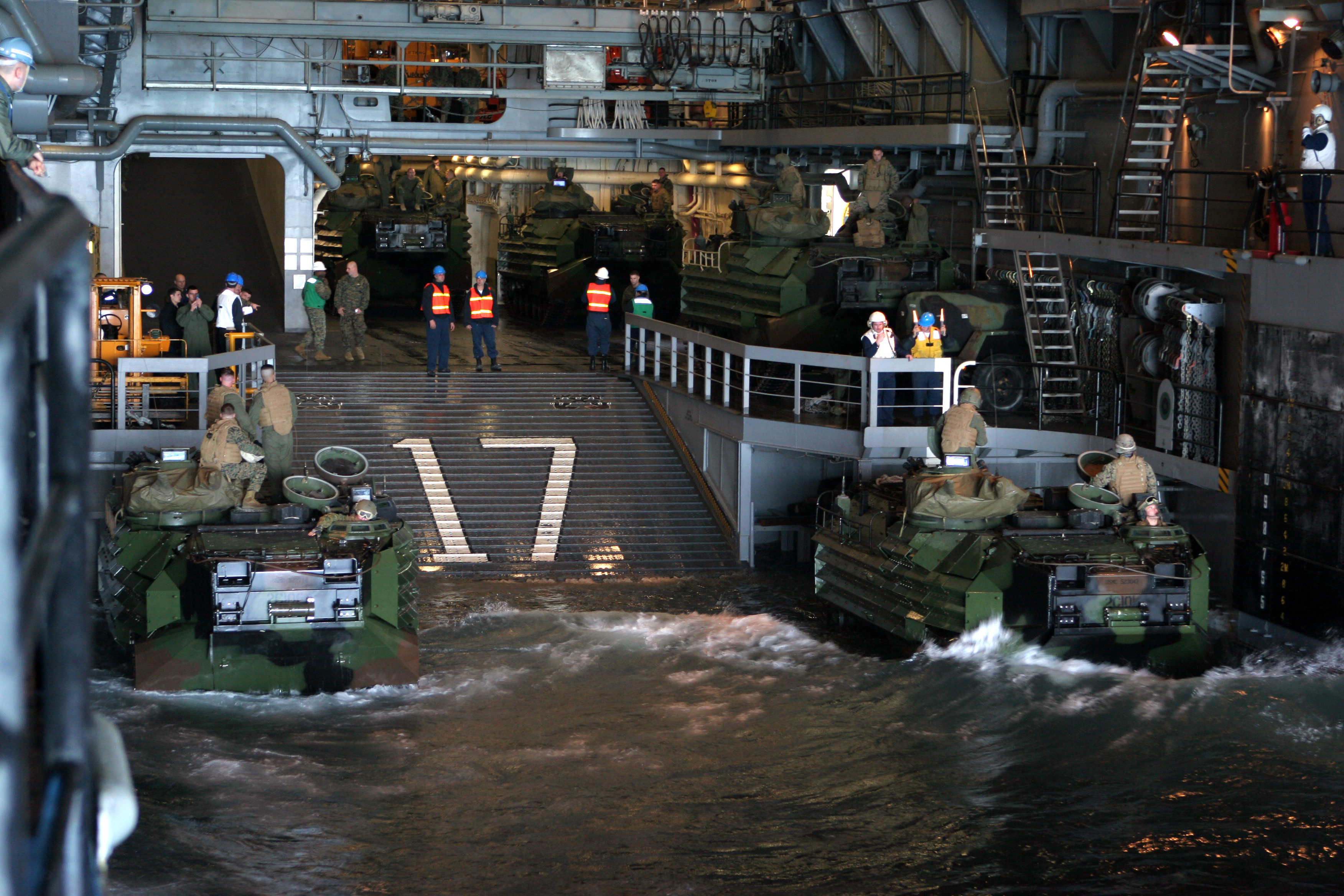
Deux véhicules amphibie AAV dans le radier de l'USS San Antonio (9 mars 2008).
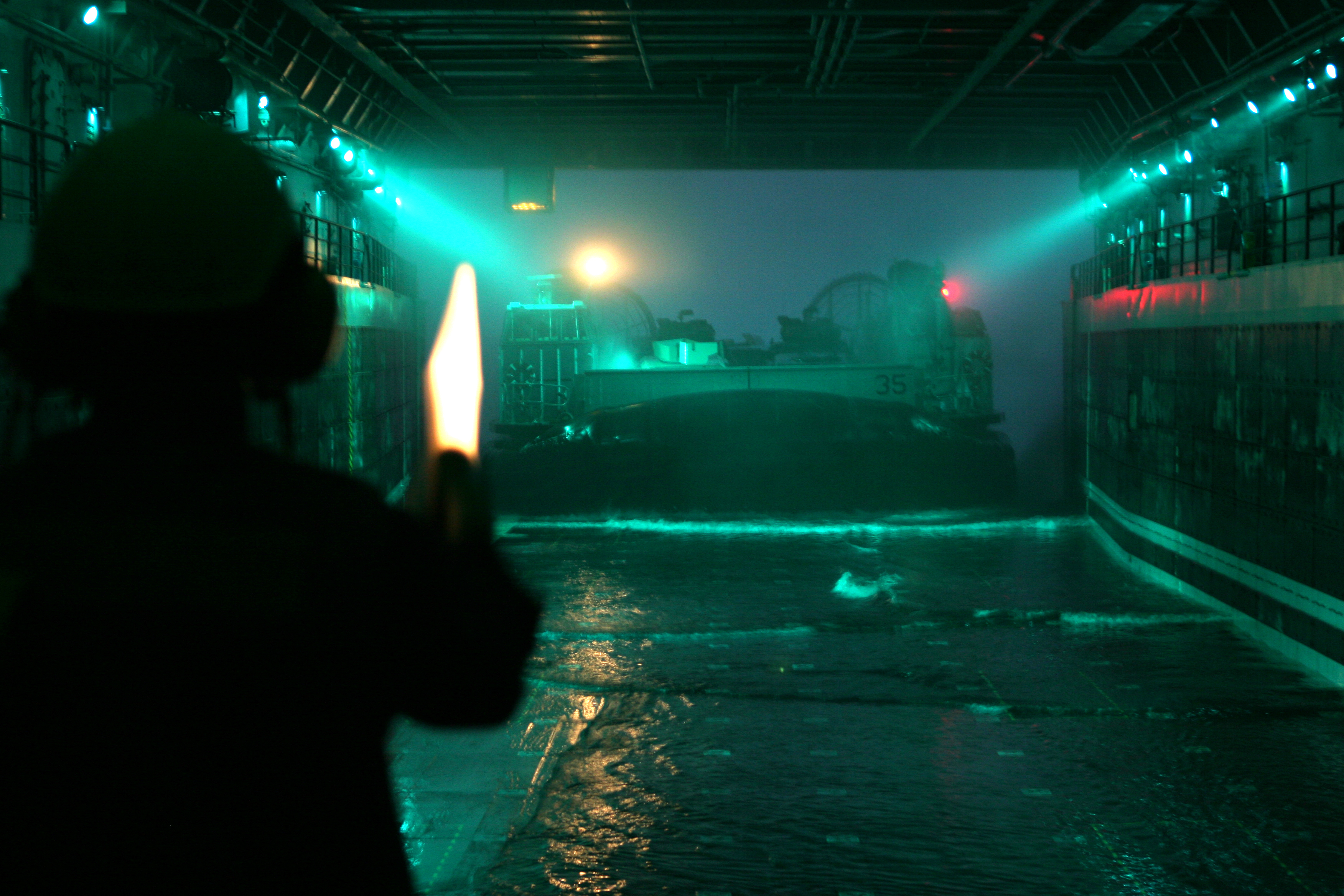
Un marin guide un LCAC s'enradiant dans l'USS San Antonio (9 mars 2008).
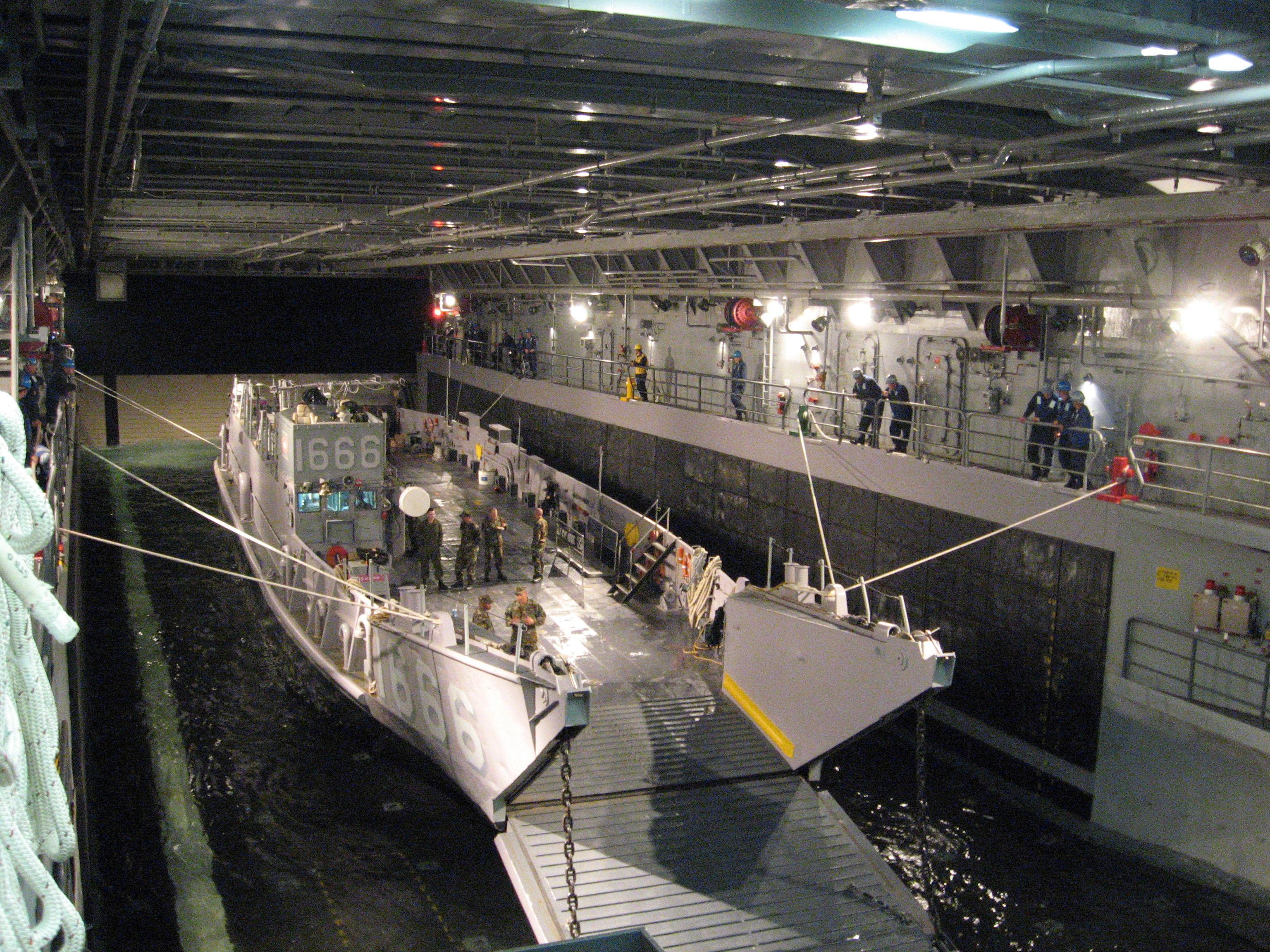
Un LCU dans le radier de l'USS New Orleans (22 février 2008).
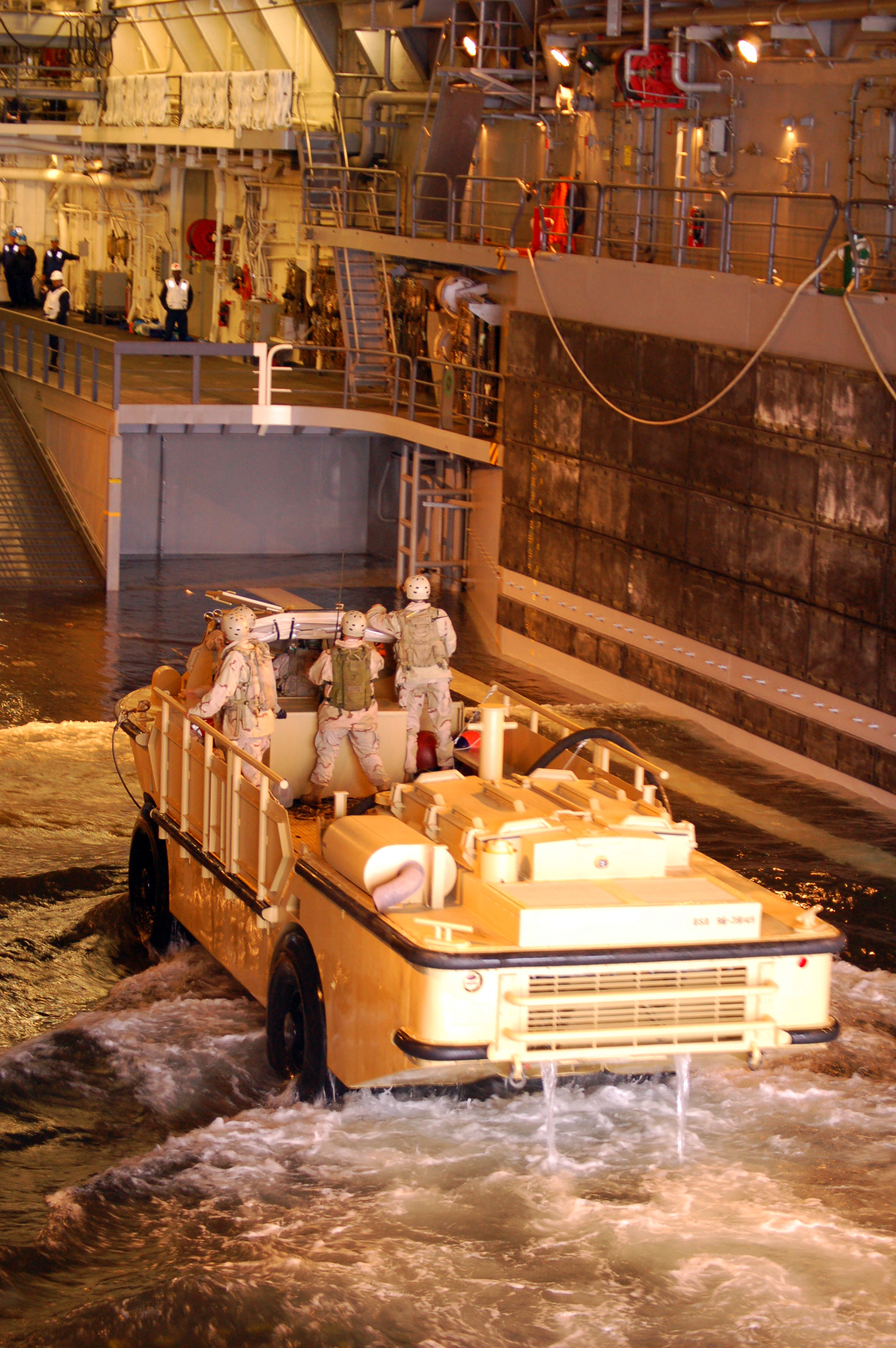
Un véhicule amphibie LARC-V dans le radier de l'USS New Orleans (19 février 2008).